# Хьюстон (округ, Техас)
Округ Хьюстон (англ. Houston County) расположен в США, штате Техас. На 2000 год численность населения составляла 23 185 человек. По оценке бюро переписи населения США в 2009 году население округа составляло 22 363 человек. Окружным центром является город Крокетт.

## История
Округ Хьюстон был сформирован в 1837 году.

## География
По данными Бюро переписи населения США, площадь округа Хьюстон составляет 3187 км².

### Соседние округа
- Андерсон  (север)
- Чероки  (северо-восток)
- Анджелина  (восток)
- Тринити  (юго-восток)
- Уокер  (юг)
- Мадисон  (юго-запад)
- Лион  (запад)

## Демография
По данным переписи населения 2000 года в округе проживало 23 185 жителей. Среди них 21,5 % составляли дети до 18 лет, 18,7 % люди возрастом более 65 лет. 45,9 % населения составляли женщины.
Национальный состав был следующим: 72,6 % белых, 25,9 % афроамериканцев, 0,3 % представителей коренных народов, 0,4 % азиатов, 10,5 % латиноамериканцев. 0,7 % населения являлись представителями двух или более рас.
Средний доход на душу населения в округе составлял $14525. 26,1 % населения имело доход ниже прожиточного минимума. Средний доход на домохозяйство составлял $33272.
Также 70,0 % взрослого населения имело законченное среднее образование, а 12,2 % имело высшее образование.